# イネプトクラシー
イネプトクラシー（英：Ineptocracy）とは、無能者が支配している政体、中でも特に、社会全体の生産性の増加を指導する能力がほとんどまったく欠如しており、既にある富を収奪してばら撒くことで政権を維持する政府や体制を指す。

## 語源
フランス語のinepte (元はラテン語のineptus,“低能、無能、決断力の欠如”) とギリシャ語の-κρατια (-kratia, “権力、支配、政府”)が組み合わさってできた語。

## 概要
現実の問題への対処能力が欠如した人物や無能集団が担っている政権を指すが、特に社会を持続可能な形で運営するのではなく、課税などを通じて富を収奪し、また国債などの借金でツケを将来に回して、社会保障制度に代表される、ばら撒きによって支持を得る政府や体制をineptocracyという。ばら撒きによって利益を得る者は、社会全体でなく政権と繋がった一部の集団であることも多い。このような政府に統治された社会は、生産性が皆無になり、政府による富のばら撒きと構成員による消費によって、国内に存在する富の量を減らして行き、最後には構成員による富の消費が出来なくなって機能を停止してしまう。

## 事例
- 2010年欧州ソブリン危機を引き起こし、"Drachmaggedon"という通貨破綻も想定された[6]ギリシャ。[7][9]
- 南アフリカで、アパルトヘイト解体後、政権を握ったアフリカ民族会議(ANC)政権。資源豊富な国でありながら、経済成長は横這いで、腐敗や無駄遣いが批判されている。[10]

## 関連作品
- 26世紀青年 - 原題"Idiocracy"。知的な人々が子作りをためらう一方、考えなしに子どもをつくる人々によって、知性の著しく低い層が人口の大半を占めるようになった26世紀の未来、政府すら愚かで無知な人間だけで占められるようになっていた。人工冬眠の実験でその時代に飛んでしまった平凡な元軍人が、その世界では稀に見る知識人として、問題を解決していく―という空想科学映画。